# Chiesa di San Nicolao (Frascaro)
La chiesa di San Nicolao, o anche chiesa di San Nicola, è la parrocchiale di Frascaro, in provincia e diocesi di Alessandria; fa parte della zona pastorale dei Fiumi.

## Storia
L'originaria cappella di Frascaro venne fondata nel 1219, come si desume da una lapide collocata nella chiesa. 
L'edificio fu ingrandito nel 1841 andando ad occupare l'area in cui precedentemente sorgeva il camposanto; nel 1882 si provvide a realizzare la nuova sagrestia, visto che quella precedente era stata in parte demolita per allargare l'adiacente strada.
Nel 1909, per interessamento di don Piccotti, iniziarono i lavori di costruzione della nuova parrocchiale; l'edificio, disegnato dall'architetto alessandrino Lodovico Straneo, venne portato a compimento nel 1914. Il campanile, giudicato pericolante, nel 1950 fu restaurato e sopraelevato.

## Descrizione

### Esterno
La facciata a salienti della chiesa, rivolta a levante, è suddivisa da una cornice marcapiano in due registri; quello inferiore è tripartito da tre paraste e presenta tre archi a tutto sesto, nel centrale dei quali s'apre il portale d'ingresso lunettato, e due nicchie ospitanti altrettante statue, mentre quello superiore è caratterizzato da un grande arco in cui è inscritto il rosone.
Annesso alla parrocchiale è il campanile a pianta quadrata, abbellita da cornici angolari; la cella presenta su ogni lato una monofora, affiancata da lesene, ed è coronata dalla guglia a base ottagonale. 

### Interno
L'interno dell'edificio si compone di tre navate, separate da pilastri bicromi sorreggenti archi a tutto sesto, sopra i quali corre la trabeazione modanata, su cui si impostano le volte, mentre l'area in cui si incrocia il transetto è coperta da un cupola; al termine dell'aula si sviluppa il presbiterio, a sua volta chiuso dall'abside di forma semicircolare.
Qui sono conservate diverse opere di pregio, tra le quali il ciclo di affreschi eseguito tra il 1920 e 1922 da Luigi Laiolo.